# Dolores Nunes
María das Dores Braga (Natividade, 4 de abril de 1941-Palmas, 8 de septiembre de 2023) fue una abogada y política brasilera.

## Biografía
Fue miembro de múltiples partidos políticos. Desde 1995 a 1999, sirvió en la Diputada federal de Tocantins por el Movimiento Democrático Brasileño.
Contrajo matrimonio con Jacinto Nunes da Silva, fue madre de Josi Nunes.
Nunes falleció el 8 de septiembre de 2023 a los 82 años, mientras luchaba con complicaciones del COVID-19 sufrió un paro cardíaco en Palmas.